# Superliqa 2016-2017 (pallavolo femminile)
La Superliqa 2016-2017, 26ª edizione della massima serie del campionato azero di pallavolo femminile, si è svolta dall'8 novembre 2016 al 27 marzo 2017: al torneo hanno partecipato quattro squadre di club azere e una georgiana e la vittoria finale è andata per la prima volta al Telekom Baku.

## Regolamento

### Formula
Le squadre hanno disputato un girone all'italiana, sfidandosi per quattro volte.

### Criteri di classifica
Se il risultato finale è stato di 3-0 o 3-1 sono stati assegnati 3 punti alla squadra vincente e 0 a quella sconfitta, se il risultato finale è stato di 3-2 sono stati assegnati 2 punti alla squadra vincente e 1 a quella sconfitta.
L'ordine del posizionamento in classifica è stato definito in base a:
- Numero di partite vinte;
- Punti;
- Ratio dei set vinti/persi;
- Ratio dei punti realizzati/subiti;
- Risultati degli scontri diretti.

## Squadre partecipanti
| Club           | Città   | Palazzetto | Stagione precedente    |
| -------------- | ------- | ---------- | ---------------------- |
| Azərreyl       | Baku    | ?          | Campione d'Azerbaigian |
| Azəryol        | Baku    | ?          | 4ª in Superliqa        |
| Lokomotiv Baku | Baku    | ?          | 3ª in Superliqa        |
| Tbilisi        | Tbilisi | ?          | 6ª in Superliqa        |
| Telekom Baku   | Baku    | ?          | 2ª in Superliqa        |

## Torneo

### Risultati
| Partite |                             |     |                                   |
|         |                             |     |                                   |
| 08-11   | Azəryol-Telekom Baku        | 3-1 | 23-25, 25-19, 25-15, 26-24        |
| 08-11   | Azərreyl-Lokomotiv Baku     | 3-0 | 25-14, 25-10, 25-8                |
| 12-11   | Lokomotiv Baku-Azəryol      | 0-3 | 16-25, 11-25, 15-25               |
| 12-11   | Azərreyl-Telekom Baku       | 2-3 | 26-24, 26-24, 20-25, 14-25, 13-15 |
| 16-11   | Telekom Baku-Lokomotiv Baku | 3-0 | 25-15, 25-11, 25-19               |
| 16-11   | Azəryol-Azərreyl            | 2-3 | 14-25, 25-19, 10-25, 28-26, 16-18 |
| 19-11   | Azəryol-Telekom Baku        | 2-3 | 24-26, 13-25, 31-29, 25-18, 6-15  |
| 19-11   | Lokomotiv Baku-Tbilisi      | 3-0 | 25-0, 25-0, 25-0                  |
| 26-11   | Azəryol-Tbilisi             | 3-0 | 25-9, 25-12, 25-16                |
| 27-11   | Telekom Baku-Tbilisi        | 3-0 | 25-15, 25-10, 25-9                |
| 28-11   | Azərreyl-Tbilisi            | 3-0 | 25-0, 25-0, 25-0                  |
| 29-11   | Azərreyl-Lokomotiv Baku     | 3-0 | 25-20, 25-12, 25-15               |
| 06-12   | Telekom Baku-Azərreyl       | 3-2 | 25-19, 15-25, 23-25, 25-23, 16-14 |
| 06-12   | Azəryol-Lokomotiv Baku      | 3-0 | 25-8, 25-9, 25-11                 |
| 20-12   | Azərreyl-Azəryol            | 3-0 | 25-22, 29-27, 25-20               |
| 28-12   | Lokomotiv Baku-Telekom Baku | 1-3 | 25-23, 19-25, 20-25, 13-15        |
| 21-01   | Telekom Baku-Azəryol        | 3-1 | 25-19, 25-15, 19-25, 25-21        |
| 28-01   | Tbilisi-Lokomotiv Baku      | 1-3 | 25-20, 11-25, 18-25, 16-25        |
| 29-01   | Tbilisi-Azərreyl            | 0-3 | 10-25, 19-25, 10-25               |
| 30-01   | Tbilisi-Telekom Baku        | 0-3 | 14-25, 18-25, 11-25               |

| Partite |                             |     |                                   |
|         |                             |     |                                   |
| 31-01   | Tbilisi-Azəryol             | 0-3 | 16-25, 13-25, 12-25               |
| 03-02   | Lokomotiv Baku-Azəryol      | 0-3 | 19-25, 16-25, 16-25               |
| 03-02   | Azərreyl-Telekom Baku       | 2-3 | 20-25, 25-22, 25-22, 12-25, 9-15  |
| 14-02   | Telekom Baku-Lokomotiv Baku | 3-0 | 25-15, 25-10, 25-21               |
| 14-02   | Azəryol-Azərreyl            | 0-3 | 19-25, 13-25, 19-25               |
| 17-02   | Azəryol-Telekom Baku        | 3-0 | 26-24, 25-22, 25-20               |
| 17-02   | Lokomotiv Baku-Azərreyl     | 0-3 | 10-25, 24-26, 15-25               |
| 24-02   | Azəryol-Tbilisi             | 3-0 | 25-15, 25-9, 25-11                |
| 25-02   | Azərreyl-Tbilisi            | 3-0 | 25-8, 25-9, 25-16                 |
| 25-02   | Telekom Baku-Tbilisi        | 3-1 | 23-25, 25-11, 25-19, 25-10        |
| 27-02   | Lokomotiv Baku-Tbilisi      | 3-1 | 25-13, 20-25, 25-16, 25-12        |
| 07-03   | Azərreyl-Lokomotiv Baku     | 3-1 | 25-8, 25-16, 25-27, 25-14         |
| 10-03   | Azəryol-Lokomotiv Baku      | 3-0 | 25-13, 27-25, 26-24               |
| 10-03   | Telekom Baku-Azərreyl       | 2-3 | 25-22, 25-16, 23-25, 22-25, 16-18 |
| 15-03   | Tbilisi-Lokomotiv Baku      | 0-3 | 20-25, 20-25, 20-25               |
| 16-03   | Tbilisi-Azəryol             | 0-3 | 14-25, 13-25, 14-25               |
| 17-03   | Tbilisi-Telekom Baku        | 0-3 | 18-25, 19-25, 19-25               |
| 18-03   | Azərreyl-Tbilisi            | 3-0 | 25-14, 25-19, 25-7                |
| 27-03   | Lokomotiv Baku-Telekom Baku | 0-3 | 9-25, 11-25, 18-25                |
| 27-03   | Azərreyl-Azəryol            | 3-0 | 25-14, 25-14, 25-22               |

### Classifica
| Pos. | Squadra        | Pt | G  | V  | P  | SV | SP | Ratio | PF | PS | Ratio |
| ---- | -------------- | -- | -- | -- | -- | -- | -- | ----- | -- | -- | ----- |
| 1.   | Telekom Baku   | 39 | 16 | 14 | 2  | 44 | 18 | 2.444 | -  | -  | -     |
| 2.   | Azərreyl       | 40 | 16 | 13 | 3  | 45 | 14 | 3.214 | -  | -  | -     |
| 3.   | Azəryol        | 28 | 16 | 9  | 7  | 33 | 21 | 1.571 | -  | -  | -     |
| 4.   | Lokomotiv Baku | 12 | 16 | 4  | 12 | 14 | 38 | 0.368 | -  | -  | -     |
| 5.   | Tbilisi        | 0  | 16 | 0  | 16 | 3  | 48 | 0.062 | -  | -  | -     |

## Classifica finale
| Pos                    | Squadra        | Qualificazione        |
| ---------------------- | -------------- | --------------------- |
| Azerbaigian (bandiera) | Telekom Baku   |                       |
| 2                      | Azərreyl       | Challenge Cup 2017-18 |
| 3                      | Azəryol        |                       |
| 4                      | Lokomotiv Baku |                       |
| 5                      | Tbilisi        |                       |

## Premi individuali
| Premio                 | Nome              | Squadra      |
| ---------------------- | ----------------- | ------------ |
| MVP                    | Jelyzaveta Ruban  | Telekom Baku |
| Miglior realizzatrice  | Olena Iakymchuk   | Azəryol      |
| Miglior attaccante     | Jelyzaveta Ruban  | Telekom Baku |
| Miglior muro           | Olena Charčenko   | Telekom Baku |
| Miglior servizio       | Jelyzaveta Ruban  | Telekom Baku |
| Miglior palleggiatrice | Danica Radenković | Azərreyl     |
| Miglior ricevitrice    | Malika Kanthong   | Azərreyl     |
| Miglior difesa         | Iuliia Karimova   | Azəryol      |
| Miglior libero         | Iuliia Karimova   | Azəryol      |